# رون وليامز (لاعب اتحاد الرغبي)
رون وليامز (بالإنجليزية: Ron Williams) هو لاعب اتحاد الرغبي نيوزيلندي، ولد في 20 يوليو 1963 في سوفا في فيجي.